# Aelita Yurchenko
Aelita Yurchenko (Unión Soviética, 1 de enero de 1965) fue una atleta soviética, especializada en la prueba de 4x400 m en la que llegó a ser subcampeona mundial en 1987.

## Carrera deportiva
En el mundial de Roma 1987 ganó la medalla de plata en los relevos 4x400 metros, con un tiempo de 3:19.50 segundos, tras Alemania del Este y por delante de Estados Unidos, siendo sus compañeras de equipo Olga Nazarova, Mariya Pinigina y Olga Bryzgina.